# 織田良頼
織田 良頼（おだ すけより/ながより）は、戦国時代の武将。通称は藤左衛門。受領名は筑前守。尾張国小田井城主。

## 略歴
永正13年（1516年）12月1日付、妙興寺領安堵状の『織田家三奉行奉書』に「織田筑前守良頼」の署名で清洲三奉行の一家・織田藤左衛門家当主として名を連ねた。また清洲の守護代・織田大和守家当主の織田敏定の配下として、清洲宗論の際に奉行人の一人を務めた織田良縁や小田井城主・織田常寛との関係は不明であるが、良縁は父で常寛とは同一人物と推定される。
天文元年（1532年）、主家の織田達勝に従い、織田信秀と争うが、後に和睦した。
娘・含笑院殿（いぬゐ）は、織田弾正忠家当主で勝幡城主・織田信定へ嫁ぎ、信秀・信次らを生んだ。また、信秀の伯父・織田藤左衛門の父とされる。